# Sigytes paradisiacus
Sigytes paradisiacus là một loài nhện trong họ Salticidae.
Loài này thuộc chi Sigytes. Sigytes paradisiacus được Eugène Simon miêu tả năm 1902.